# Gottlob Sebastian von Lucke

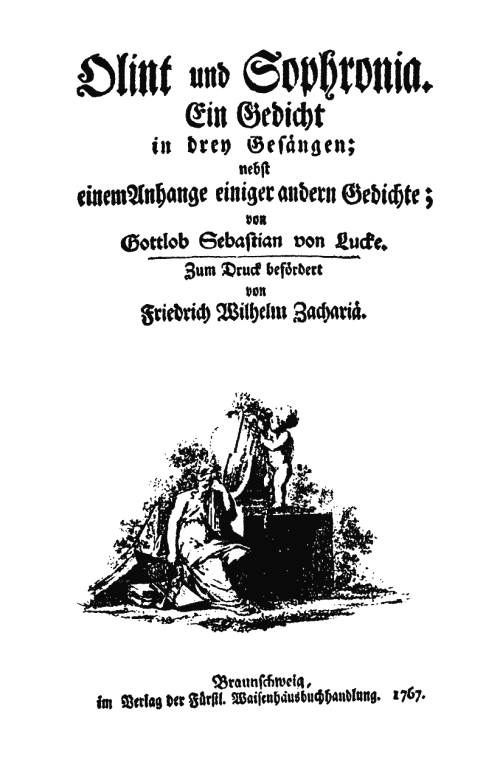
Titelseite des postum erschienenen Bandes Olint und Sophronia

Gottlob Sebastian von Lucke (* 1745 in Belentschin, Gemeinde Siedlec, Woiwodschaft Posen in Polen-Litauen; † 27. Oktober 1762 in Leipzig) war ein deutscher Dichter.

## Leben
Lucke immatrikulierte sich am 16. Januar 1760 am Collegium Carolinum in Braunschweig. Er starb 17-jährig in Leipzig, als er sich gerade auf der Reise von Braunschweig zu seinen Eltern befand, wie aus einem Brief von Gellert hervorgeht.
Friedrich Wilhelm Zachariae gab postum Luckes Olint und Sophronia heraus, ein Gedicht in drei Gesängen, das in Blankversen verfasst ist. Dem Band waren außerdem acht weitere Gedichte Luckes angehängt: Hymne, Der Glaube, Auf dem Lande, Klagen bey dem Grabe eines Kindes, An meine Heimath, Auf den Frühling, Am 15ten Julius 1761 und Ein Gebet.

## Werke
- Olint und Sophronia. Ein Gedicht in drey Gesängen; nebst einem Anhange einiger andrer Gedichte. Zum Druck befördert von Friedrich Wilhelm Zachariä. Fürstl. Waisenhaus-Buchhandlung, Braunschweig 1767.